# Tomomi Yamashita
Tomomi Yamashita, (en japonés: 山下友美), nacida el 25 de enero en Japón, es una autora, historietista y dibujante de manga japonesa.
Es conocida por ser el autora de la historieta "Argentum Apothecarius" en 2004.
También de la historia Princesa Dorada ("プリンセスGold"), sobre una princesa y capitana pirata.